# Reimar Leschber
Reimar Leschber (* 20. Juni 1929 in Berlin) ist ein deutscher Chemiker.

## Leben
Leschber studierte an der Technischen Universität Berlin Chemie. 1958 wurde er promoviert. Von 1958 bis 1960 war er bei der Schering AG in Berlin mit der Entwicklung von Hochpolymeren beschäftigt. Anschließend wechselte er zur Firma Riedel-de Haen. Von 1963 bis 1993 war Leschber Mitarbeiter im Institut für Wasser-, Boden- und Lufthygiene, das er als stellvertretender Institutsdirektor verließ.
Leschber ist seit den 1970er Jahren in der Normung tätig. Von 1970 bis 1990 leitete er die Arbeitsgruppe «Analytische Methoden» der COST 68 und COST 681 der Europäischen Kommission zur Behandlung und Verwertung von Klärschlamm, die an der Erarbeitung der Europäischen Richtlinie 86/278/EWG über den Schutz der Umwelt beteiligt war. Leschber beriet das Bundesministerium des Innern bei der Vorbereitung der Phosphathöchstmengenverordnung und das Bundesministerium für Umwelt, Naturschutz und Reaktorsicherheit bei der Vorbereitung der Klärschlammverordnung. Für seine Verdienste bei der Umsetzung umweltrelevanter Anforderungen in der Bestimmung von wasser- und bodengefährdenden Stoffen in die nationale und internationale Normung wurde er 2004 mit dem Großen Verdienstkreuz des Verdienstordens der Bundesrepublik Deutschland ausgezeichnet. Eine Tochter ist die Chirurgin Gunda Leschber.

## Ehrungen
- Großes Bundesverdienstkreuz (2004)[4]

## Werke
- Leichtflüchtige Halogenkohlenwasserstoffe im Untergrund: biotisch-abiotischer Abbau und Austrag, Berlin 1990, ISBN 3892541221
- Elution von Müllverbrennungsschlacke im Hinblick auf ihre Eignung im Straßen- und Wegebau, Berlin 1985, ISBN 3924403600
- Handbuch der Bodenuntersuchung, Wiley, 2006, ISBN 3527311009